# 성적 동의
성적 동의는 성행위에 참여하기 위한 승낙이다. 많은 관할권에서 동의 없는 성행위는 강간 또는 다른 형태의 성적 폭행으로 간주된다.

## 학문적 동의 논의
1980년대 후반, 학자 로이스 피노는 사회가 "아니오라고 하면 안 된다" 또는 "예라고 하면 된다"는 모델보다 더 포괄적인 모델을 통해 동의가 더 명시적이고 명확하며 객관적이고 다층적으로 되도록 성에 대한 더 소통적인 모델로 나아가야 한다고 주장했다. 많은 대학들이 동의에 대한 캠페인을 시작했다. 동의를 마케팅하는 눈길을 끄는 슬로건과 이미지를 사용한 창의적인 캠페인은 캠퍼스 성폭행 및 관련 문제에 대한 인식을 높이는 효과적인 도구가 될 수 있다.
캐나다에서는 "동의는 [...] 불법적인 "신뢰, 권력 또는 권한" 남용, 강압 또는 위협 없이 성행위에 참여하려는 고소인의 자발적인 동의를 의미한다." 동의는 언제든지 철회될 수 있다. 브리티시컬럼비아 대법원은 끈질긴 요구만으로는 동의를 무효화할 정도의 강압에 미치지 못한다고 판결했다.
1990년대 후반부터 새로운 성적 동의 모델이 제안되었다. 특히 "예라고 하면 된다"와 같은 확언적이고 지속적인 동의 모델, 그리고 홀의 정의: "타인이 행하거나 제안하는 것에 대한 자발적인 승인이나 허락, 의견이나 감정의 일치"와 같은 모델로 발전했다. 히크먼과 뮐렌하드는 동의는 "성행위에 참여하려는 의지의 자유로운 구두 또는 비언어적 의사소통"이어야 한다고 말한다. 확언적 동의는 "예라고 하면 된다" 또는 "아니오라고 하면 안 된다" 모델에서 동의를 둘러싼 근본적인 개별적 상황이 항상 인정될 수 없기 때문에 여전히 제한적일 수 있다.

## 동의의 요소

### 도덕적 및 법적 관점
학술 문헌에서 승낙과 그것이 어떻게 전달되어야 하는지에 대한 정의는 모순되거나 제한적이거나 합의가 없었다. 모내시 대학교 사회과학부의 범죄학 선임 강사인 제임스 로피 박사는 법적 정의(동의의 법적 개념 참조)가 법적 결정에서 혼란을 피하기 위해 보편적이어야 한다고 주장한다. 그는 또한 동의의 도덕적 개념이 항상 법적 개념과 일치하지 않는다는 것을 보여준다. 예를 들어, 일부 성인 형제자매나 다른 가족 구성원이 자발적으로 관계를 맺을 수 있지만, 법률 시스템은 여전히 이를 근친상간으로 간주하므로 범죄로 본다. 로피는 이러한 가족 성행위에 관한 법률에서 특정 언어를 사용하는 것이 독자를 조작하여 모든 당사자가 동의하더라도 이를 부도덕하고 범죄로 보게 한다고 주장한다. 마찬가지로, 법적으로 미성년자인 일부 성교 동의 연령 미만의 미성년자는 의식적으로 그리고 자발적으로 성관계를 선택할 수 있다. 그러나 법은 이를 합법으로 보지 않는다. 성교 동의 연령을 설정할 필요성이 있지만, 이는 다양한 수준의 인식과 성숙도를 허용하지 않는다. 여기서 도덕적 이해와 법적 이해가 항상 일치하지 않는다는 것을 알 수 있다.
일부 개인은 동의할 수 없거나, 구두로 동의를 표시할 수 있더라도 정보에 입각한 완전한 동의를 할 능력이 없는 것으로 간주된다(예: 성교 동의 연령 미만의 미성년자 또는 술 취한 사람). 사람들은 또한 원치 않는 성행위에 동의할 수도 있다.

### 묵시적 및 명시적 동의
캐나다에서는 1999년 캐나다 대법원의 R v Ewanchuk 판례 이후 묵시적 동의가 성적 폭행에 대한 방어 수단이 되지 못했다. 이 판례에서 법원은 동의가 단순히 "묵시적"이 아니라 명시적이어야 한다고 만장일치로 판결했다. 미국에서는 변호인이 법원에 성적 동의가 피해자에 의해 어떤 식으로든 묵시적으로 이루어졌다고 주장할 수 있고 많은 행동이 법적으로 묵시적 동의로 인정될 수 있는데 예를 들어 혐의가 있는 강간범과의 이전 관계(예: 친구 관계, 데이트, 동거, 결혼)나  이전 성적 접촉에 대한 동의, 시시덕거림, 또는 "도발적인" 옷차림 등이 있을 수가 있다.

### 원치 않는 성행위
원치 않는 성행위는 강간 또는 다른 성폭행을 포함할 수 있지만, 이들과 구별될 수도 있다. 2018년 연구에서 남성들이 "게이가 아님을 증명하기 위해" 여성과 원치 않는 성관계를 가진다는 사실을 밝힌 제시 포드는 "[모든] 성폭행은 원치 않는 성관계이지만, 모든 원치 않는 성관계가 성폭행은 아니다"라고 말한다.
1998년 연구에 따르면 이성애자 데이트에서 남녀 모두 "원치 않는 성행위에 동의"한다. 이러한 경우, 그들은 파트너를 만족시키거나, "친밀감을 증진"하거나, 관계의 긴장을 피하기 위해 원치 않는 성관계에 동의했다. 저자들은 "원치 않는 (비동의) 성 경험"에 대한 추정치가 비동의 성관계와 동의 성관계를 혼동할 수 있다고 주장한다.

### 구두 vs 비구두

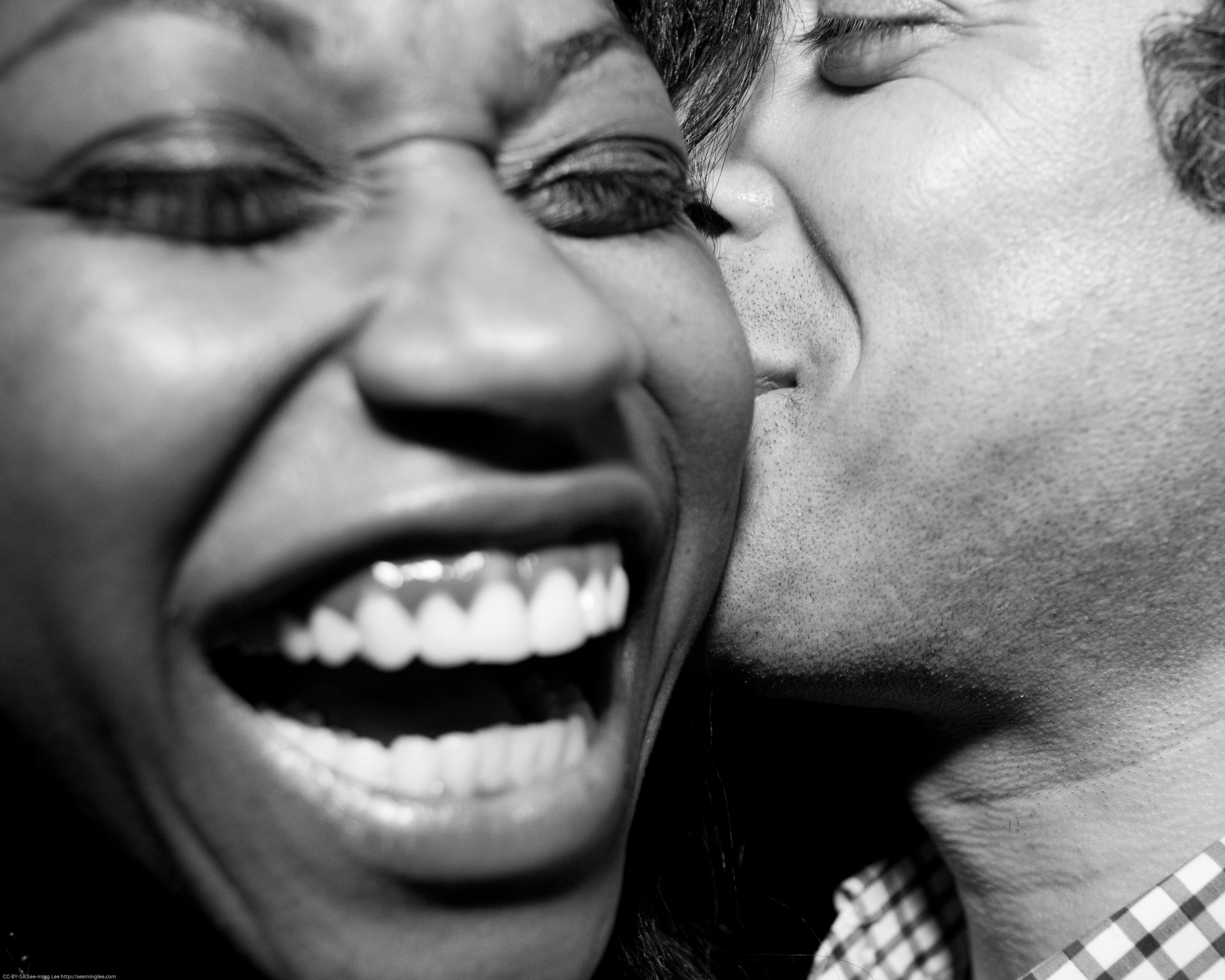
다른 동의 정책들이 비구두적 신호가 동의로 인정되는지에 대해 다른 견해를 가지고 있지만, 일부 규칙은 비구두적 의사소통을 통한 동의 요청을 허용한다.

서로 다른 정책과 법률에 따라 구두 또는 비구두 동의, 또는 두 가지 유형의 혼합이 있을 수 있다. 버슬(Bustle) 작가 케이 버도에 따르면, "오직 구두 동의만이 유효하다"는 원칙은 장애인과 BDSM 커뮤니티의 구성원과 같이 비구두적으로만 동의할 수 있는 당사자를 수용하지 못한다는 점에서 제한적이다. 다트머스 대학의 동의 규칙은 친밀한 만남에서 의사소통이 미소, 고개 끄덕임, 다른 사람 만지기 등 비구두적 신호인 경우가 많다고 명시하고 있지만, "신체 언어를 해석하는 것은 위험하기 때문에 ...신체 언어만으로는 충분하지 않다"고 말하며, 최선의 선택은 "명시적인 구두 의사소통"을 사용하는 것이라고 말한다. 뉴욕 타임스는 남성들이 일반적으로 비구두적 지표를 사용하여 동의를 결정(61%가 파트너의 신체 언어를 통해 동의를 인지한다고 말한다)하는 반면, 여성들은 파트너가 구두로 물어볼 때까지 기다린 후에야 동의를 표시(10%만이 신체 언어를 통해 동의를 표시한다고 말한다)한다고 보도했는데, 이러한 다른 접근 방식은 이성애 커플의 만남에서 혼란을 야기할 수 있다.
클레어몬트 매키나 대학의 학생처장 메리 스펠먼은 자신의 대학이 구두 또는 비구두 동의를 허용하며, 비구두 동의는 상대방이 "적극적으로 참여"하고 있는지, 그리고 자신이 상대방을 만질 때 상대방이 자신을 만지거나 "첫 번째 사람을 격려"하는지 여부를 봄으로써 평가한다고 말한다. 이는 "...사람이 진행 중인 모든 활동에 적극적으로 참여하고 있다는" 신호이다.
데일리 닷은 구두 동의가 가장 좋다고 말한다. 왜냐하면 두 참가자 모두 자신이 원하는 것을 명확하게 표시하고, 질문하며, 설명을 구할 수 있기 때문이다. 반대로 비구두 동의는 "사람들이 제스처, "분위기", 비구두 신호에 대해 다른 이해를 가지고 있기" 때문에 명확하지 않을 수 있으며, 이는 "모호함과 오해"로 이어질 수 있다. 심리학자이자 신경과학자인 리사 펠드먼 배럿은 성적 동의 상황에서 "얼굴과 몸의 움직임은 언어가 아니며" 참가자들이 의존할 수 있는 것이 아니라고 말한다. 왜냐하면 인간의 "뇌는 항상 미소와 표정을 어떻게 해석해야 할지 추측하고 있기" 때문이다. 따라서 "...얼굴 움직임은 동의, 거부 및 일반적으로 감정의 끔찍한 지표이며 말을 대체할 수 없다."고 하였다.

### 동물과의 성관계
비인간 동물이 동의할 수 없다는 것은 널리 받아들여지고 있다. 동의는 일반적으로 법적 효력과 관련하여 고려되지 않는다. 대신, 이를 다루는 법률은 축산 및 수의사 관행에 대한 예외를 두어 불법으로 규정한다.

### 나이
특정 연령, 즉 해당 관할 지역의 성교 동의 연령 미만의 미성년자는 성행위에 대한 유효한 동의를 법적으로 줄 수 없는 것으로 간주된다. 성교 동의 연령은 미성년자가 성행위에 동의할 법적 능력이 없는 것으로 간주되는 연령을 말한다. 따라서 성교 동의 연령 미만의 미성년자와 성행위에 참여하는 성인은 성행위가 합의된 것이라고 주장할 수 없으며, 이러한 성행위는 의제강간으로 간주될 수 있다. 최저 연령 미만의 사람은 피해자로 간주되며, 양측이 미성년자가 아닌 한 그 또는 그녀의 성적 파트너는 가해자로 간주된다. 성교 동의 연령을 설정하는 목적은 미성년자를 성적 접근으로부터 보호하는 것이다. 성교 동의 연령 법률은 관할 지역마다 크게 다르지만, 대부분의 관할 지역은 성교 동의 연령을 14세에서 18세 사이로 설정한다. 법률은 또한 성행위의 유형, 참가자의 성별 또는 신뢰 관계와 같은 다른 고려 사항에 따라 다를 수 있으며, 일부 관할 지역에서는 단일 연령이 아닌 미성년자 간의 성행위에 대한 허용을 할 수도 있다.
인디애나 대학교에서 법을 가르치는 제니퍼 A. 드로백은 16세에서 21세 사이의 젊은 성인들은 동의가 아닌 "상당히 나이가 많은 사람과의 성관계에 대한 "동의"만을 제공할 수 있어야 한다"고 말하지만, "언제든지 그 동의를 철회할 수 있도록 허용해야 한다"고 말한다.

### 정신 장애 또는 상태
마찬가지로, 알츠하이머병 또는 유사한 장애를 가진 사람은 배우자와의 성관계에 대한 법적 동의를 할 수 없을 수도 있다. 뉴욕에서는 사람이 말이나 신체적으로 동의하지 않는다는 것을 전달할 수 없는 신체 장애가 있거나, 성행위를 이해할 수 없는 정신 질환 또는 기타 정신 상태가 있는 경우에는 동의로 간주하지 않는다. 사우스캐롤라이나주는 정신적으로 장애가 있거나 움직일 수 없는 사람과 성관계를 하는 사람에게 10년 형을 선고한다. 법학 교수 데보라 데노는 일부 정신적 장애를 가진 사람들도 성관계에 동의할 수 있어야 한다고 주장한다. 그녀는 그들이 "...그렇게 할 권리가 있으며, 불필요하게 광범위하고 도덕적인 제한은 그 권리를 침해한다"고 말한다.

### 무의식 또는 취한 상태
일부 관할권에서는 술이나 약물에 취한 개인의 성적 동의를 인정하지 않는다. 예를 들어, 미시간 형사 성범죄 법률은 자신의 행동이나 동의를 통제할 수 없는 "정신적 무능력"자와 성관계를 갖는 것을 범죄로 규정한다.
캐나다에서는 취한 상태가 성행위에 대한 법적 동의 여부에 영향을 미치는 요인이 된다. 그러나 동의를 불가능하게 만드는 취한 상태의 수준은 상황에 따라 다르며, 이는 해당 사람이 얼마나 취했는지, 그리고 자발적으로 술이나 약물을 섭취했는지 여부를 포함한다. 캐나다 대법원은 의식을 잃을 정도로 술에 취한 사람은 성관계에 동의할 수 없다고 판결했다. 법원은 일단 사람이 의식을 잃으면 동의할 수 없다고 판결했다. 캐나다 판사가 술 취한 사람도 동의할 수 있다고 판결한 후 대중의 분노가 있었지만, CBC와 인터뷰한 법률 전문가는 캐나다 법률에 따르면 "취한 동의도 여전히 동의"라고 말했다.
캐나다에서는 2011년 R v JA 판례에서 판사가 잠들었거나 의식이 없는 사람은 성관계에 동의할 수 없다고 판결했다.

### 신뢰 또는 권위의 위치
성적 만남이 합의된 것인지 여부를 판단할 때, 캐나다 법원은 피고인이 고소인에 대해 "신뢰 또는 권위의 위치"에 있었는지 여부를 고려한다. 이는 동의를 훼손하기 때문이다. 이 일반 원칙은 캐나다 법의 일부이지만, 법원은 신뢰 및 권위의 위치에 대한 정의가 정확히 무엇인지 논의되고 있다. 신뢰 또는 권위의 위치에 있는 사람들의 예로는 교사, 고용주 또는 상사, 캠프 상담사, 의료 전문가 또는 코치가 포함된다.

### 기만과 속임수
한쪽 당사자가 기만이나 속임수를 사용하여 동의를 얻은 성적 만남은 비동의적일 수 있다. 따라서 A가 B와 성관계를 갖는 것에 동의했지만 B가 관련 문제에 대해 거짓말을 했다면, A는 완전히 정보에 입각한 동의를 하지 않은 것이다. 기만에는 피임약 사용, 나이, 성별, 결혼 여부, 종교 또는 고용, 성병 검사 상태에 대한 허위 진술, 자신이 누구의 파트너라는 인상 주기, 또는 자신이 미혼이라는 인상 주기, 그리고 성행위가 어떤 종류의 의료 절차라고 거짓으로 믿게 만드는 것 등이 포함될 수 있다. 예를 들어, 남자친구가 침실을 나간 직후 18세 여성의 침실에 몰래 들어가 여성이 남자친구인 줄 알게 한 캘리포니아 남성, 여성과 성관계를 갖기 위해 파일럿이자 의사라고 거짓말한 이스라엘 남성, 그리고 성행위를 얻기 위해 NFL 미식축구 선수라고 거짓 주장한 미국 남성 등이 있다.
알렉산드라 심즈의 "성전환자들은 성 이력을 밝히지 않으면 '강간 혐의에 직면할 수 있다'고 성전환 운동가가 경고한다"는 기사에서 그녀는 영국 성범죄법이 성전환자들에게 파트너에게 성 이력을 알리도록 요구한다고 말한다. 이는 성적 동의 결정을 내리는 사람들이 정보에 접근하여 성관계 여부에 대해 정보에 입각한 동의를 할 수 있도록 하기 위한 요건의 일부이다. 성전환 운동가 소피 쿡은 이 법이 성전환자들의 인권과 사생활을 침해한다고 주장한다.

### 성적 강압
신디 스트럭먼-존슨, 데이비드 스트럭먼-존슨, 피터 B. 앤더슨 교수는 성적 강압을 "지속적인 논쟁, 압력, 또는 권위 남용"의 결과로 성행위에 참여하는 것으로 정의하며, 실제로는 그렇게 하고 싶은 진정한 욕구가 거의 또는 전혀 없는 경우를 포함한다. 그들은 그들의 성적 강압 수준 3과 4 분류, 즉 의도적으로 취하게 하거나 물리적 힘을 사용하는 것이 많은 미국 주에서 강간의 법적 정의에 부합하는 반면, 지속적인 접촉이나 반복적인 요청을 통해 상대방의 마음을 바꾸는 것과 같은 수준 1과 2는 그렇지 않다고 말한다. 캘리포니아주에서 강압에 대한 법적 기준은 "일반적인 민감성을 가진 합리적인 사람으로 하여금 다른 방법으로는 수행하지 않았을 행동을 수행하거나 다른 방법으로는 복종하지 않았을 행동에 묵인하도록 강요하기에 충분한 힘, 폭력, 위험 또는 보복의 직접적 또는 암묵적 위협"이다.
가해자가 성관계를 하도록 설득하기 위해 주로 사용되는 전술은 끈질긴 키스와 만짐, 반복적인 요청, 감정 조작, 그리고 취하게 하는 것이다. 이러한 전술 중 일부는 성희롱으로 간주될 수 있다. 비록 어떤 사람이 이러한 기술을 사용하여 잠재적인 파트너를 성행위로 조작할 수 있지만, 남성이 여성보다 이러한 기술을 사용할 가능성이 더 높다.
성적 강압의 유병률 증가는 사회문화적 환경 때문인데, 특히 청소년들은 주류 미디어와 인터넷을 통해 성과 성적 주제에 지속적으로 노출되기 때문이다. 이는 성과 동의가 특정 의사소통이 필요한 것이 아니라 비공식적인 활동으로 간주되는 결과를 초래한다. 사회문화적 환경에는 성별 규범과 성별 사회화가 포함된다. 소년들은 지배적이고 강력하게 자라도록 사회적으로 길러지며, 이는 파트너가 성관계를 원하지 않을 때 남성들이 자신의 남성성을 보는 방식에 영향을 미친다. 성별 사회화는 또한 여성들이 복종하고 파트너의 소원에 순응해야 한다는 기대를 조장한다. 이러한 엄격한 성별 규범은 남성에 의한 성적 강압 사용을 이성애 관계의 정상적인 부분으로 조장한다. 이러한 행동은 역사적 성관계의 개념이 개입될 때 때때로 증폭될 수 있다. 이러한 문제는 약속된 관계 내에서 더욱 악화될 수 있는데, 이는 누군가가 이전에 성행위에 동의했다면 항상 동의할 것이라는 가정 때문이다. 동성 관계에 관해서는 연구가 덜 진행되었지만, 게이 및 레즈비언 참가자 표본에서 52%가 평생 동안 최소 한 번의 성적 강압을 경험했다고 보고했다.

## 교육 이니셔티브 및 정책

### 일반

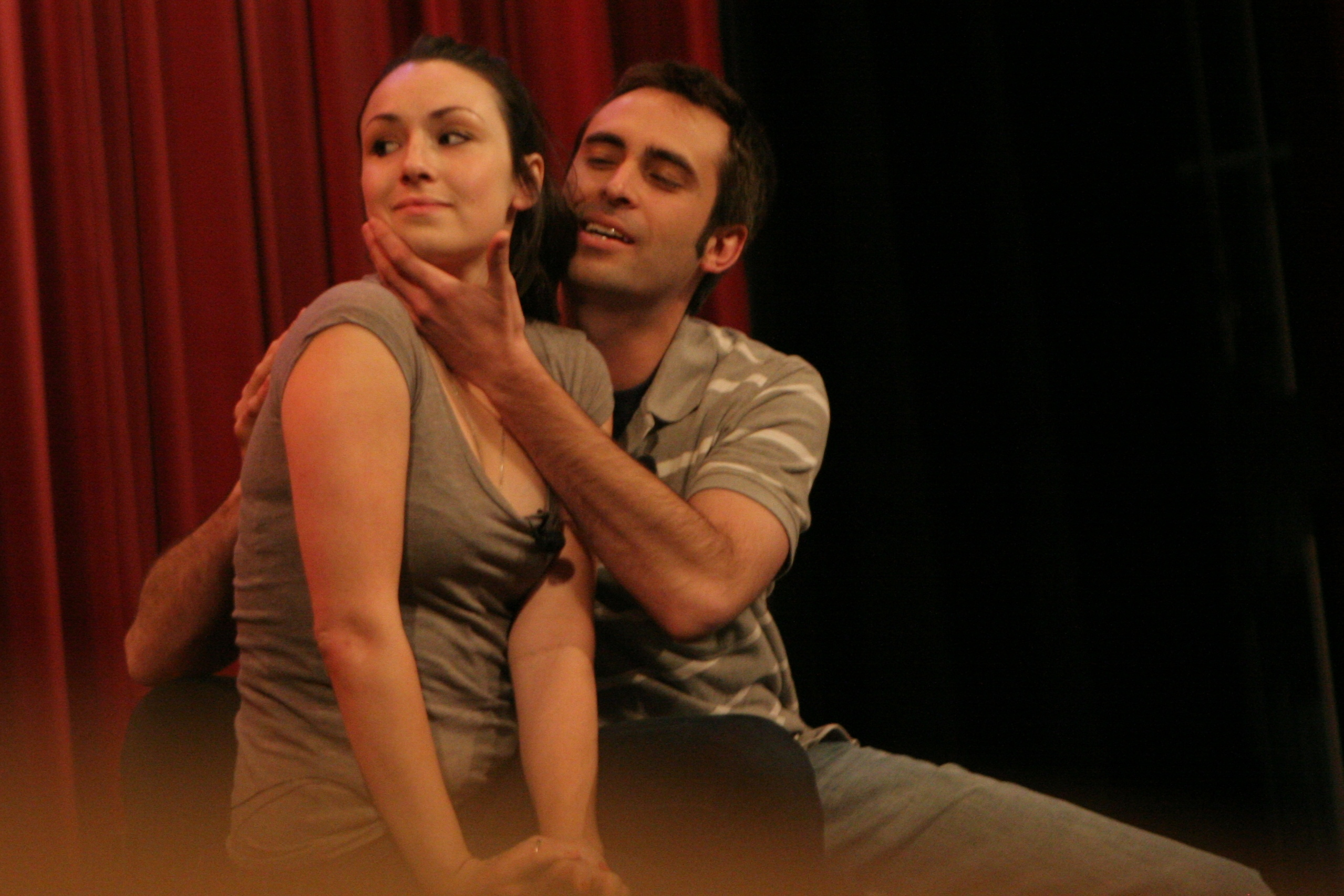
Catharsis Productions의 공연자들이 연극 '섹스 시그널스(Sex Signals)'에서 남자가 여자에게 부적절하게 행동하는 시나리오를 연기한다. 이 연극의 목표는 군인들이 동의가 무엇이며 '아니오라고 하면 안 된다'는 것을 이해하도록 돕는 것이다.

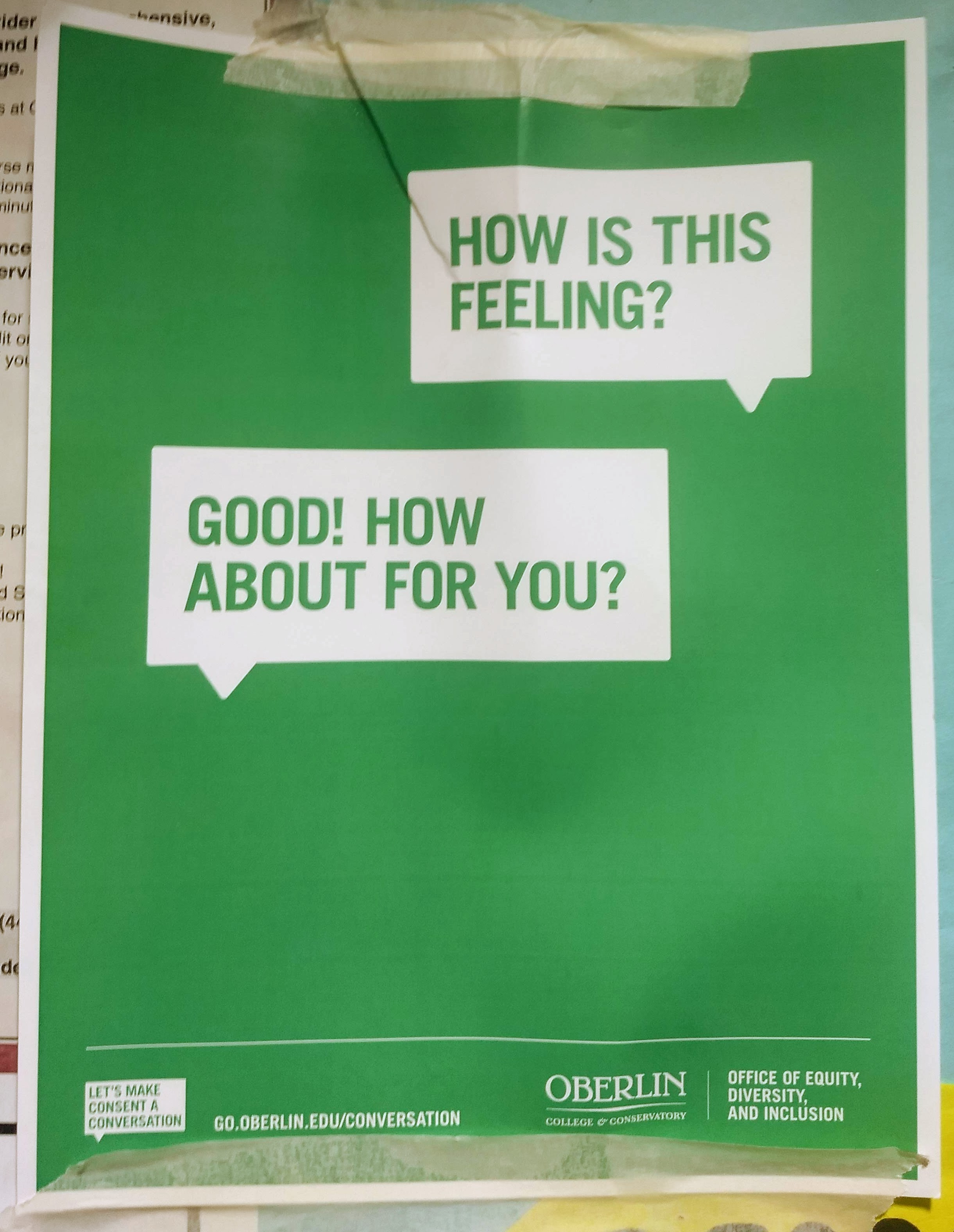
오벌린 칼리지에 게시된 전단지는 학생들이 성행위 중 지속적이고 상호적인 동의를 확립하도록 장려한다.

성 교육 프로그램의 이니셔티브는 초등학교, 고등학교 및 대학 성교육 커리큘럼에 성적 동의에 대한 주제와 논의를 포함하고 강조하기 위해 노력하고 있다. 영국에서는 개인 사회 건강 및 경제 교육 협회(PSHEA)가 "합의된 성적 관계", "동의의 의미와 중요성"뿐만 아니라 "강간 신화"에 대한 수업을 포함하는 성교육 수업 계획을 영국 학교에 도입하기 위해 노력하고 있으며, 학교 동의 프로젝트(Schools Consent Project)는 11세에서 18세까지의 학생들에게 성교육 워크숍을 제공하며, 괴롭힘, 리벤지 포르노, 섹스팅과 같은 주제를 다룬다. 미국에서는 캘리포니아 버클리 대학이 교육 및 학교 정책에 확언적이고 지속적인 동의를 시행했다. 캐나다에서는 온타리오 주 정부가 토론토 학교에 수정된 성교육 커리큘럼을 도입했으며, 여기에는 성과 확언적 동의, 건강한 관계 및 의사소통에 대한 새로운 논의가 포함된다. 많은 대학들이 동의에 대한 캠페인을 시작했다. 동의를 마케팅하는 눈길을 끄는 슬로건과 이미지를 사용한 창의적인 캠페인은 캠퍼스 성폭행 및 관련 문제에 대한 인식을 높이는 효과적인 도구가 될 수 있다.
가디언은 옥스퍼드와 케임브리지가 성적 동의 워크숍을 추가했다고 보도했다. 한 워크숍에는 "성적 또는 성별 범죄 발생률에 대한 퀴즈"와 파티에서의 성추행, 한쪽 파트너가 참여를 중단했지만 성적으로 흥분한 다른 파트너가 새로운 성행위로 계속 진행한 관계, 그리고 커플이 술에 취해 성관계를 가진 경우를 포함한 세 가지 가상의 "성적 접촉 시나리오"에 대한 토론이 포함되었다. 워크숍의 목표는 이러한 시나리오에서 동의가 요청되고 얻어졌는지 고려하는 것이었다. 시드니 대학은 온라인 성적 동의 과정을 도입했지만, 니나 퍼넬은 학생, 교수 및 성폭행 예방 리더들로부터 "형식적"이고 저렴하며 학생들의 태도나 행동을 바꾸는 데 효과가 없다는 비판을 받았다고 말한다.
일부 영국 대학은 잠재적인 성적 비행 상황을 보았을 때 사람들이 개입하도록 가르치는 방관자 개입 프로그램을 시작하고 있다. 예를 들어, 파티에서 술 취한 여성에게 접근하는 남성 친구가 여성의 동의를 얻을 수 없는 것처럼 보일 때 그 친구를 멀리 떨어뜨리는 것과 같은 것이다. 방관자 교육 프로그램의 한 가지 과제는 한 연구에서 백인 여학생들이 파티에서 술 취한 흑인 여성이 술 취하지 않은 남성에게 침실로 이끌려 가는 가상의 상황에서 개입할 가능성이 낮다는 것을 보여주었다는 것이다. 백인 학생들은 유색인종 여성을 돕는 데 "개인적인 책임감"을 덜 느끼고, 흑인 여성이 상황에서 즐거움을 얻고 있다고 느낀다.

### "아니오라고 하면 안 된다"

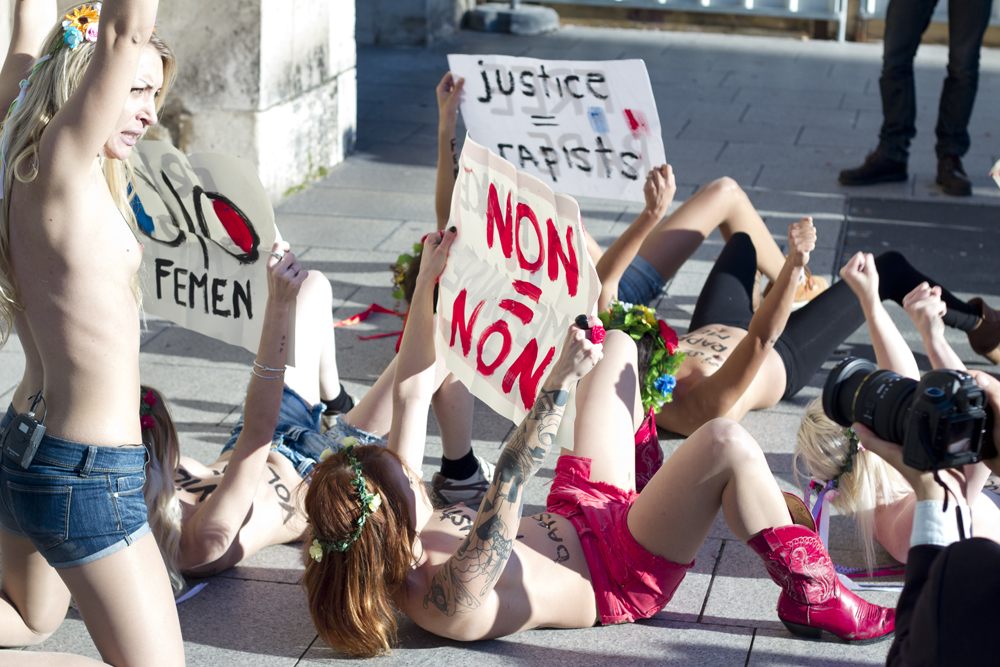
2012년 시위에서 페멘 활동가가 프랑스어로 "Non=Non"(아니오=아니오)이라고 적힌 표지판을 들고 있다.

캐나다 학생 연맹 (CFS)은 1990년대에 "아니오라고 하면 안 된다" 캠페인을 시작하여 대학생들의 "성폭행, 지인 강간, 데이트 폭력"에 대한 인식을 높이고 이러한 문제의 발생률을 줄였다. CFS는 성폭행에 대한 연구와 슬로건 및 기타 정보가 담긴 배지, 스티커, 포스터 및 엽서 제작 및 배포를 포함하는 "아니오라고 하면 안 된다" 캠페인을 개발했다. CFS에 따르면, "아니오라고 하면 안 된다"는 성폭력 및 성희롱에 대한 무관용 접근 방식을 확립하고 학생들에게 이러한 문제를 교육하기 위한 것이었다.
그러나 "아니오라고 하면 안 된다" 접근 방식에 대한 우려가 제기되었다. 일부 사람들은 의식이 없거나, 술에 취했거나, 위협이나 강제에 직면했기 때문에 아니오라고 말할 수 없으며, 강압 문제는 성적 만남에서 두 사람 사이에 권력 불균형이 있을 때 특히 중요하다. 이러한 우려를 해소하기 위해 사람들에게 말하지 않거나 저항하지 않아서 성적 행동이 취해지는 것을 방지하기 위해 '아니오라고 하면 안 된다'에서 '예라고 하면 된다'(확언적 동의)로 전환이 있었다. 아만다 헤스는 사람이 아니오라고 말할 수 없거나, 술에 취했거나, 의식을 잃었거나, 두려움 때문에 얼어붙을 수 있다고 말한다.
셰리 콜브는 "아니오라고 하면 안 된다" 접근 방식에 대해 비판한다. 그녀는 이 접근 방식이 두 사람이 데이트와 같은 상황에서 개인적으로 만나기로 동의했을 때, 적어도 여성이 상대방의 접근에 "아니오"라고 말하기 전까지는 성적 접촉을 "기본" 옵션으로 만든다고 주장한다. 콜브는 "아니오라고 하면 안 된다" 접근 방식 하에서 낭만적인 상황에서 여성과 단둘이 있는 남성은 여성이 "아니오"라고 말하지 않아도, 여성이 앞을 응시하고 아무 말도 하지 않고 아무 행동도 하지 않더라도 그녀의 옷을 벗기고 그녀를 침투할 수 있다고 말한다. 콜브는 이것이 조용히 있거나 움직이지 않는 것을 성관계 초대로 취급하는 것이라고 말한다. 그녀는 "아니오라고 하면 안 된다" 접근 방식 하에서는 여성의 몸에 비유적인 "무단 침입 금지" 표지가 없으며, 따라서 여성들은 데이트를 수락하고 파트너와 단둘이 있는 것이 원치 않는 성관계로 이어질 수 있다고 두려워해야 한다고 말한다.
아바 캐델 박사는 성적 만남에서 여성들이 상대방에게 성적 접촉을 중단하도록 알리는 코드 표현이나 안전어를 사용하고 싶다고 말하라고 제안한다. 예를 들어 "코드 레드"와 같은 것이다. 그녀는 "아니오"와 "멈춰"라는 단어가 "과거에 경솔하고, 장난스럽게, 그리고 놀리듯이 사용되어 항상 진지하게 받아들여지지 않았다"고 말한다.

### 확언: "예라고 하면 된다"
확언적 동의("예라고 하면 된다")는 명확한 구두 의사소통 또는 비구두적 신호나 제스처를 통해 양측이 성적 행동에 동의하는 것이다. "예라고 하면 된다"는 처음 예라고 말한 후에도 사람이 여전히 "아니오"라고 말할 수 있다는 것을 의미한다. "예라고 하면 된다"는 1991년 미국 리버럴 아츠 대학인 안티오크 칼리지의 여성 그룹에 의해 개발되었으며, "...관련된 모든 사람의 열정적인 '예'를 요구하는 성적 동의를 명시적으로 정의하는 행동 강령 개정을 성공적으로 청원했다. 이전에는 어느 쪽도 '아니오'라고 말하지 않는 한 성관계는 합의된 것으로 간주되었다."("아니오라고 하면 안 된다" 접근 방식). 2014년 현재 안티오크 칼리지에서는 학생들이 "...성적 접근을 하기 전에 명시적인 구두 허락을 받아야 한다"며, "'이거 해도 될까요?'라고 물으면 상대방이 '예'라고 구두로 대답해야 한다. 그렇지 않으면 비동의로 간주되며 이는...[대학] 정책 위반이다."라고 말한다. 학생들이 "사전 구두 합의"를 했다면 미리 정해진 손 신호를 사용할 수도 있다.

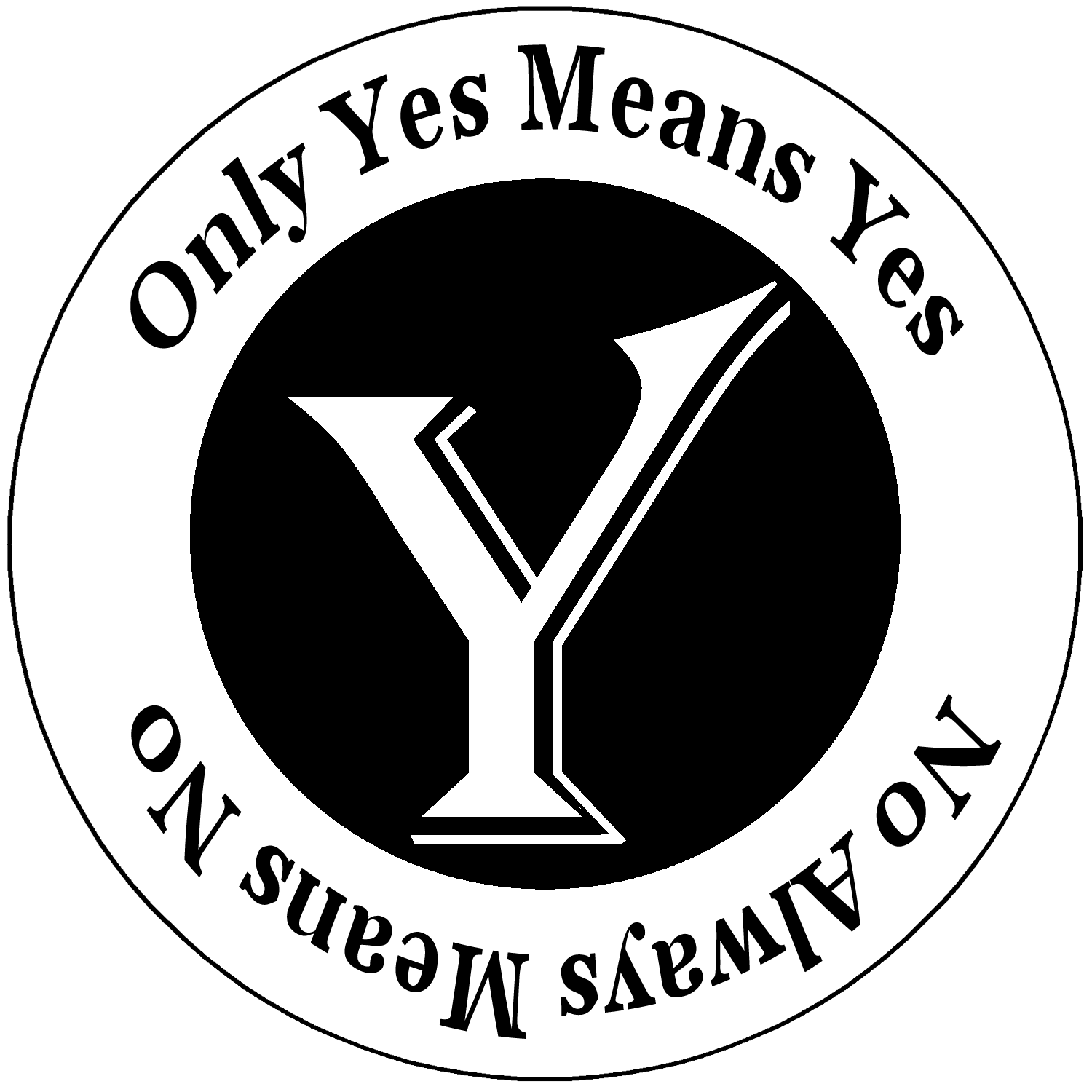
"예라고 하면 된다" 캠페인의 로고.

"예라고 하면 된다" 접근 방식은 의사소통과 관련 당사자의 적극적인 참여를 포함한다. 이는 미국 대학 및 종합 대학에서 지지하는 접근 방식이며, 동의를 "각 참가자가 상호 합의된 성행위에 참여하려는 확언적이고 명확하며 의식적인 결정"으로 설명한다. 클레어몬트 매키나 대학의 학생처장 메리 스펠먼은 "예라고 하면 된다"는 비구두적으로도 표현될 수 있다고 말하며, "[상대방]이 적극적으로 참여하는가?...내가 상대방을 만질 때 상대방도 나를 만지는가? 내가 여러 가지 행동을 할 때 상대방이 나를 격려하는가? 이 모든 것이 상대방이 진행 중인 모든 활동에 적극적으로 참여하고 있다는 신호이다."라고 말한다.
섹스 에트세테라(Sex, Etc.)의 스태프 작가 윤-헨드릭스에 따르면, "'아니오라고 하면 안 된다' 대신, '예라고 하면 된다'는 섹스를 긍정적인 것으로 본다." 지속적인 동의는 당사자의 관계, 이전 성적 이력 또는 현재 활동에 관계없이 모든 수준의 성적 친밀감에서 추구된다("춤을 추는 것은 더 이상의 성적 활동에 대한 동의가 아니다"라고 한 대학 정책은 명시하고 있다). 정의상, 확언적 동의는 사람이 취했거나, 의식이 없거나, 잠들어 있는 경우에는 주어질 수 없다.
성적 동의, 즉 "우리가 상대방에게 굿나잇 키스든 성관계 직전의 순간이든 우리가 원하는 것을 알리는 방식"에 대한 설명에는 종종 세 가지 핵심 요소가 포함된다.
그것들은 다음과 같다.
1. 무엇을, 얼마나 동의하는지 정확히 아는 것
2. 참여 의사를 표현하는 것
3. 자유롭고 자발적으로 참여하기로 결정하는 것[59]

확언적 동의를 얻기 위해서는 '아니오'라고 말하거나 파트너가 '아니오'라고 말하기를 기다리기보다는 명시적인 '예'를 주고 구해야 한다. 이는 미소, 고개 끄덕임 또는 구두 '예'의 형태로 나타날 수 있으며, 명확하고 열정적이며 지속적이어야 한다. 캘리포니아 성폭력 반대 연합의 데니스 라버테는 '예라고 하면 된다'에서 사용되는 단어는 다를 수 있지만, 핵심 아이디어는 두 사람 모두 성행위에 동의하는 것이라고 말한다. 그녀는 '예라고 하면 된다'는 성폭력에 대한 우리의 사고방식에 큰 변화를 요구하며, 남녀 모두가 성관계에 동의하고 적극적으로 참여해야 한다고 말한다. T.K. 프리처드는 동의가 주어졌더라도 만남의 참가자들은 "지속적으로 확인"해야 하며, 성적 접촉 전, 성관계 중, 성관계 후에도 동의가 주어졌는지 확인해야 한다고 말한다. 로렌 라슨은 키스나 성관계 전에 성 파트너와 확인해야 하며, 심지어 성관계 중에도 행동의 속도를 바꾸거나, 다른 자세로 바꾸거나, 손을 새로운 신체 부위로 옮길 때도 확인해야 한다고 말한다.
"예라고 하면 된다" 패러다임에서도, 파트너가 "아니오"라고 말할 여지가 없는 방식으로 묻거나, "아니오"를 받은 후 죄책감을 이용하여 상대를 조종하는 경우, 이는 동의라기보다는 성적 강압으로 간주될 수 있다. 다른 예로는 성관계를 원하는 파트너가 자신의 성적 욕구가 충족되지 않는다고 불평하거나, 수동-공격적 행동을 보이거나, "예"를 얻을 때까지 끈질기게 계속 요구하는 경우 등이 있다. 콘 캐롤은 사회 보수주의자들이 "예라고 하면 된다" 법률을 지지할 수도 있다고 말한다. 왜냐하면 성적 비행으로 유죄 판결을 받을 위험이 증가하면 학생들이 "원나잇 문화"에 대한 관심을 줄이고 남성들이 단순히 원나잇 스탠드를 찾는 것이 아니라 여성들과 장기적이고 헌신적인 관계를 형성하도록 유인할 것이기 때문이다.
타임지 기사에서 캐시 영은 캘리포니아의 "예라고 하면 된다" 법률이 성범죄자들이 공격할 가능성을 낮추거나 피해자를 안전하게 지키는 데 도움이 될 것 같지 않다고 말한다. 그녀는 이 법률이 성행위에 대해 불분명하고 변덕스러운 규칙을 만들고, 혐의를 받는 사람들, 즉 주로 남성들에게 입증 책임을 전가한다고 말한다. 영은 샌가브리엘밸리 트리뷴이 한 법률 제정자에게 무고한 피고인이 어떻게 동의를 얻었음을 증명할 수 있는지 물었을 때, 그녀는 "당신이 추측하는 것이 내가 추측하는 것만큼이나 좋다"는 대답을 들었다고 말한다. 한 판사는 테네시주 채터누가 대학교의 남학생이 동의를 얻지 못했다는 판결을 뒤집었다. 판사는 "...구두 동의의 녹음이나 동의가 주어졌음을 입증할 다른 독립적인 수단이 없는 경우, 피고인이 고소인의 동의를 입증할 능력은 신뢰하기 어렵고 환상에 불과하다"고 판결문에 썼다.
로버트 시블리는 조나단 채이트가 "예라고 하면 된다" 규칙을 가진 대학들이 정당한 절차를 제거하고 있다는 우려를 표명했다고 지적한다. 시블리는 징계 시스템에서 공정성과 일관성이 필요하다고 주장한다. 그는 대학 재판부가 법원이 아니더라도, 혐의, 조사, 청문회 개최, 증거 제출, 선고, 항소 등 법원 재판의 요소를 가지고 있다고 말한다. 시블리는 피고인이 핵심 보호를 받지 못하며, 대학이 조사, 재판, 항소를 모두 담당하여 기능 분리가 이루어지지 않는다고 말한다. 커밀 팔리아는 "예라고 하면 된다" 법률을 "지루하게 청교도적"이고 전체주의적이라고 부른다. "동의: 섹시하지 않다"에서 빅토리아 캠벨은 확언적 동의를 비판하는데, 이는 "...관련자들의 살아있는 경험보다 증거와 증명을 중시하고" 섹스를 결혼이 전통적으로 성관계에 대한 계약적 동의를 제공했던 방식과 유사하게 계약적 활동으로 만든다는 이유에서이다. 사라 니콜 프리켓은 확언적 동의를 비판하는데, 이러한 규칙이 여성의 수동성이라는 개념에 기반하고 있기 때문이다. 이러한 문화적 패러다임 하에서 그녀는 여성이 만남에서 성적 관심을 보이면 "문란하거나 미친" 또는 "지나친" 성적 매력을 보이는 것으로 간주된다고 말한다.
"예라고 말하는 것이 '아니오'라고 말하는 것보다 쉬울 때"에서 제시카 베넷은 한 가지 도전 과제가 "회색 지대 섹스"라고 말한다. 이는 여성이 성적 만남에서 시작자에게 "아니오"라고 "필사적으로" 의미하면서도 "예"라고 말하는 경우로, 그녀는 "억지로 동의하는 섹스"라고 부른다. 이는 "예"라고 말하는 것이 "아니오"라고 설명하거나 상황을 벗어나는 것보다 쉽고, 서구 문화가 여성들에게 "‘착하고’ ‘조용하고’ ‘정중하며’" 다른 사람들의 감정을 "보호"하도록 가르치기 때문에 여성 자신의 감정과 욕구를 희생하기 때문이다. 줄리앤 로스는 서구 사회에서 성적 서사가 남성의 욕망에 초점을 맞추기 때문에 여성의 욕망은 덜 중요하게 여겨질 수 있다고 말한다. 따라서 이러한 맥락에서 이성애 만남의 여성들은 특정 성행위에 동의하지 않으면 "고리타분하다"는 비판을 받을까 봐, 또는 자신의 집단 내 사회적 기대에 부응하고 싶어서, 또는 인정을 받고 싶어서 동의해야 한다는 압력을 느낄 수 있다.

#### 열정적인 동의
"예라고 하면 된다"는 동의의 변형은 열정적인 동의이다. 프로젝트 리스펙트(Project Respect)는 "'긍정적인 성적 관계'는 열정적인 동의로 시작되어야 한다"고 말하며, 이는 상대방의 즐거움에 대해 자신이 "흥분하고 몰입하는" 상태, 즉 적극적인 파트너를 의미한다. 플랜드페런트후드는 열정적인 동의는 파트너가 "...행복하고, 흥분하거나, 활기찬" 상태일 때 볼 수 있다고 말한다. 호주의 성폭력 및 가정폭력 예방 장관 프루 고워드는 열정적인 동의를 요구했는데, 이는 두 참가자 모두 만남에 참여하기를 원하도록 돕는 접근 방식으로 정의되었다. 열정적인 동의 모델을 지지하는 성폭행 생존자는 "...열정적인 예가 아니라면, 충분하지 않다"고 말한다. 니콜라 헨리 박사는 법원에서 "'열정적인' [동의]를 입법하고 결정하는 것은 어려울 것"이라고 말했다. 베네딕트 브룩은 "열정적인 동의"를 "예라고 하면 된다"는 더 큰 활력과 "파트너들 사이에서 모든 것이 잘 되는지 지속적으로 확인하는 것"이라고 정의한다.
가디언의 가비 힌슬리프는 "열정, 즉 (만남에서) 서로에게서 손을 떼지 못하는 분명한 느낌은...다른 어떤 것으로도 오해하기 더 어렵다. 그리고 만약 그것이 있었지만 갑자기 사라진다면, 무엇이 잘못되었는지 항상 물어볼 수 있을 것이다. 만약 그 두 단어가 분위기를 완전히 망친다면, 그것은 거의 확실히 시작할 올바른 분위기가 아니었을 것이다"라고 썼다. 로빈 어백의 "맥길 활동가들에게 '예'는 동의를 의미하지 않는다"는 기사에서 그녀는 맥길에서 개최된 "동의 포럼"이 미약한 "예"나 무관심한 "예", 또는 강조적인 신체 언어가 없는 "예"는 동의를 구성하지 않는다고 제안한다. 패널에 따르면 "크고 명확해야 한다"고 한다. 찰스 스터트 대학의 성적 동의 프로그램 책임자 이사벨 폭스는 열정적인 동의 옹호자이며, "우리의 표어는 '열정적인 예가 아니면 예가 아니다'이다"라고 말한다.
"열정적인 동의" 모델은 무성애자와 성 노동자들로부터 비판을 받아왔다. 이들 범주의 사람들은 자신이 "특별히 원하거나 즐기지 않아도" 사람들과 성관계를 가질 수 있기 때문이다. 릴리 정은 열정적인 동의는 좋은 이론이지만, "실생활의 친밀감에서는 악몽"이며, "...추측, 신호, 가정 이상으로 나아갈 수 없기 때문에" 사회에 대한 규범적인(이성애자, 백인, 시스젠더, 중산층) 사고방식에 그대로 들어맞아 아시아인, 흑인, 퀴어 커뮤니티 및 기타 인종적 또는 성적 소수자에게는 잘 작동하지 않는다고 말한다. 정은 열정적인 동의 모델이 "너무 모호해서" "실제 상호작용이 '열정적'이었는지 아닌지를 판단하는 것이 거의 불가능해진다"고 말한다. 줄리앤 로스는 동의하는 성인들도 "열정적인 동의"를 주지 않고도 원했던 성관계를 가질 수 있다고 말한다. 예를 들어 임신을 원하는 커플이나 서로를 기쁘게 하고 싶은 커플 등이 있다. 침실에서 사람들이 열정적인 동의를 하도록 하는 한 가지 과제는 여성들이 "음란하다고 비난받을"까 봐 성욕에 대해 말하기를 주저할 수 있다는 것이다.

### "차 동의"
성적 동의에 대한 널리 칭송받는 교육 비디오는 "차 동의"(Tea Consent)이다. 2015년에 프로비던스에 본사를 둔 비영리 단체인 블루 시트 스튜디오(Blue Seat Studios)에서 제작되었는데, 이 단체는 유머와 연민으로 심각한 주제를 가르치려 한다. 에멜린 메이(록스타 공룡 해적 공주라는 가명)가 쓰고 레이첼 브라이언이 그림을 그렸으며, 원래 그레이엄 휠러가 목소리를 맡은 이 비디오는 누군가에게 차 한 잔을 권하는 것을 성관계를 요청하는 것에 대한 비유로 사용하며, 사람 A가 사람 B에게 차를 강요해서는 안 된다는 점을 강조한다. 심지어 B가 이전에 차를 원했거나 아직 차를 원하는지 확실하지 않았더라도, 그리고 B가 의식이 없는 경우에는 차를 (여전히) 원하는지 여부에 대한 질문에 답할 수 없다는 점을 강조한다. "차 동의"는 원래 템즈 밸리 경찰(Thames Valley Police)과 템즈 밸리 성폭력 예방 그룹의 인식 캠페인을 위해 제작되었으며, 이후 여러 버전(특히 영국 악센트가 있는 버전으로, 영국 유머 및 인식된 영국 차 문화와 연관됨)은 수많은 성교육자, 대학, 정부 기관, 성폭력 예방 그룹 및 강간 위기 센터에서 채택되었고 유명인들의 지지를 받았다. 진지한 주제를 다루는 데 있어 단순성, 명확성 및 유머를 사용한 것에 대해 칭찬을 받았으며, 여러 상을 수상했고, 2016년 10월까지 25개 언어로 번역되어 최소 7,500만 회 조회되었으며, 이후 블루 시트 스튜디오에 따르면 플랫폼 전체에서 약 1억 5천만 회 조회되었다. 사만다 페그는 "차 동의"가 술 취한 동의, 조건부 동의, 청소년, 장애 또는 신뢰 남용과 같은 시나리오를 다루지 않는다는 한계가 있지만, '동의의 기본을 더 많은 대중에게 알리는 것의 가치는 과소평가될 수 없다'고 주장했다.
대조적으로, 호주 정부가 학교 성교육을 위해 의뢰한 2021년 4월 "선을 넘지 마세요"(Moving the Line)라는 제목의 굿 소사이어티(Good Society) 비디오는 밀크셰이크를 사용하여 동의를 설명했지만, 전문가, 운동가, 정치인들로부터 광범위한 비판을 받았다. 부정적인 반응의 핵심 요소는 혼란, 명확성 부족, 성에 대한 명시적인 언급이 없다는 점이었고, 이는 비디오의 유머와 메시지가 오해를 불러일으켰다. 여러 평론가들은 "차 동의"가 훨씬 더 좋은 본보기가 되었다고 주장했다. 밀크셰이크 비디오는 이후 삭제되었다.

### FRIES
2016년 8월, 미국 성교육 단체인 플랜드페런트후드는 동의의 필수 요소를 요약하기 위해 "FRIES"라는 약어를 만들었다.
동의를 이해하는 것은 FRIES만큼 쉽다. 동의는 다음과 같다:
- 자유롭게 주어져야 한다. 누군가와 성적으로 관계를 맺는 것은 압력, 강압, 조작 없이, 또는 술이나 약물에 취한 상태가 아닐 때 이루어져야 하는 결정이다.
- 가역적이다. 누구든지 언제든지 자신이 하고 싶은 것에 대해 마음을 바꿀 수 있다. 이전에 했거나 성관계 중이더라도 마찬가지이다.
- 정보에 기반해야 한다. 정직해야 한다. 예를 들어, 누군가가 콘돔을 사용할 것이라고 말했지만 사용하지 않는다면, 그것은 동의가 아니다.
- 열정적이어야 한다. 누군가가 흥분하지 않거나, 정말로 몰입하지 않는다면, 그것은 동의가 아니다.
- 구체적이어야 한다. 한 가지(예: 침실로 가서 키스를 하는 것)에 동의했다고 해서 다른 것(예: 구강성교)에도 동의했다는 의미는 아니다.

2020년까지 몇몇 영국 대학이 FRIES 개념을 채택했다.

## 법률

법률상 성적 동의에 대한 전 세계적 개요.
동의 기반 입법; 혼인 강간 불법
강압 기반 입법; 혼인 강간 불법
동의 기반 입법, 그러나 혼인 강간 합법
강압 기반 입법, 그리고 혼인 강간 합법
혼합 입법; 강압 없는 강간은 경범죄로 간주; 혼인 강간 불법
질 성교는 강압 기반, 항문 및 구강 성교는 동의 기반; 혼인 강간 불법

법 이론에서 강간 및 기타 형태의 성폭력에 대한 법률에는 두 가지 주요 모델이 있다.
1. 강압 기반 모델은 '성행위가 강간으로 간주되기 위해 강압, 폭력, 물리적 힘 또는 폭력이나 물리적 힘의 위협에 의해 이루어져야 한다';[95]
2. 동의 기반 모델은 '행위가 강간으로 간주되기 위해 다른 사람이 동의하지 않은 성행위가 있어야 한다'.[95]

강압 기반 모델의 주요 장점은 강간 또는 폭행에 대한 허위 고발을 어렵게 만들어 무고한 용의자의 법적 지위와 사회적 명성을 적절히 보호한다는 점이다. 동의 기반 모델은 피해자의 법적 보호를 강화하고 잠재적 가해자에게 성관계를 시작하기 전에 잠재적 피해자가 성관계를 실제로 동의하는지 적극적으로 확인하거나 반증하고, 동의하지 않는 한 성관계를 삼가는 더 큰 책임을 부과하는 더 나은 대안으로 옹호되었다.
1992년 6월 15일, 킴 캠벨 법무부 장관의 지시를 받은 제2차 멀로니 정부는 "아니오라고 하면 안 된다" 법안을 통과시켰다.
2003년, 유럽인권법원은 유럽 평의회의 47개 회원국 모두에게 유럽 인권 조약의 제3조 및 제8조를 근거로 성폭력 사건에 대해 동의 기반 접근 방식을 채택하도록 명령했다. 이는 M.C. 대 불가리아 사건의 판결 결과였다. 여성의 권리에 관한 아프리카 인권 및 인민의 권리 헌장 의정서(마푸토 의정서)는 2003년 아프리카 연합(AU)에 의해 채택되었으며(2005년부터 발효), '원치 않는 성관계'를 '강제 성관계'와는 별개로 여성에 대한 폭력의 한 형태로 인정하며, 이는 모든 55개 회원국에 의해 효과적으로 금지되어야 한다.
2006년 미겔 카스트로-카스트로 교도소 대 페루 사건에서 미주 인권 재판소는 미주 기구 회원국 35개국 모두에 적용되는 다음 판결을 내렸다: '법원은 국제 판례의 흐름을 따르고 여성에 대한 폭력 예방, 처벌 및 근절 협약 [벨렘 도 파라 협약]에 명시된 내용을 고려하여, 성폭력은 당사자의 동의 없이 성적 성격의 행동을 저지르는 것으로 간주한다 (...)'.
유럽 평의회의 2011년 여성에 대한 폭력 및 가정 폭력 예방 및 방지 협약(이스탄불 협약)은 제36조에 동의 기반 성폭력 정의를 포함한다.:6 이 협약은 협약을 비준한 모든 당사자에게 강압 기반 모델에서 동의 기반 모델로 법률을 개정하도록 의무화한다.:9
2018년 현재, 여성차별철폐위원회, 유엔 여성에 대한 폭력 법률 핸드북, 국제형사재판소 및 이스탄불 협약 등의 영향으로 국제법에서 동의 기반 모델이 선호된다는 합의가 형성되고 있다.:8, 10–11 그러나 성적 동의를 구성하는 것에 대한 국제적으로 합의된 법적 정의는 없었다. 이러한 정의는 인권 문서에 없었다.:10
2020년 6월, 스웨덴 국립 범죄 예방 위원회 (Brå)는 2018년 5월 스웨덴이 동의 기반 강간 정의를 채택한 후 강간 유죄 판결 건수가 2017년 190건에서 2019년 333건으로 75% 증가했다고 보고했다. Brå는 예상보다 큰 영향에 긍정적으로 놀랐으며, '이는 강간 피해자에게 더 큰 정의를 가져왔다'고 말하며 성에 대한 사회적 태도를 개선하기를 희망했다.
인도 증거법에 따르면, 강간 재판에서 여성이 성행위에 동의하지 않았다고 주장하면 법원은 동의가 없었다고 추정한다.

## 반응

### 동의 계약
2003년 성치료사 아바 카델 박사는 유명인과 프로 운동선수들이 성적 만남에서 파트너(그녀는 은어인 "그루피"를 사용)에게 성적 동의서에 서명하도록 요청해야 한다고 제안했다. 그녀는 이를 일부 결혼 전에 서명하는 부부재산계약의 성적 만남 버전이라고 부른다. 카델 박사는 혼전 계약과 마찬가지로 성 계약도 소송을 줄일 수 있다고 말한다. 옹호 단체인 확언적 동의 프로젝트(The Affirmative Consent Project)는 미국 대학에 '성적 동의 키트'를 제공하고 있다. 이 키트에는 당사자들이 서명할 수 있는 계약서가 포함되어 있으며, 성관계를 갖는 데 동의한다는 내용이 담겨 있다. 이 키트는 커플이 계약서를 들고 있는 사진을 찍을 것을 제안한다.
뉴욕 대학교 법학 교수 에이미 애들러는 소설 그레이의 50가지 그림자에 묘사된 동의 계약에 대해 언급했다. 그녀는 성관계 전에 법적 계약에 서명하는 것이 성적 만남에서 불확실성을 피하는 데 도움이 될 수 있다고 말한다. 엠마 그린은 영화에 대한 그녀의 기사 "동의만으로는 부족하다: 그레이의 50가지 그림자의 문제적인 성"에서 동의 계약을 해결책으로 삼는 것에 반대한다. 그녀는 대부분의 학생들이 성적 허락을 협상하는 경험이 거의 없는 술에 취한 기숙사 환경에서는 "명시적인 동의"조차도 충분하지 않을 수 있다는 이유를 든다.
토론토의 성적 동의 교육자 파라 칸은 동의가 계약서에 서명하는 것을 포함한다는 생각에 반대한다. 그녀는 그것이 성적 파트너의 말을 경청하는 것을 포함하는 "지속적인 대화"라고 주장한다. 옥스퍼드 대학에서 굿 래드 이니셔티브(Good Lad Initiative)를 시작한 데이비드 르웰린은 동의 계약이 참가자들에게 일단 동의 계약에 서명하면 동의를 철회하고 만남을 중단할 수 없다는 잘못된 인식을 줄 수 있다고 말한다. 르웰린은 서명된 동의 계약이 있더라도 두 파트너 모두 성관계에 대한 지속적인 열정적인 동의를 확인해야 한다고 말한다. 왜냐하면 동의는 유동적이고 변경 가능하기 때문이라고 말한다.

### 동의 앱
2010년대에 스마트폰 앱이 개발되어 커플이 성관계를 전자적으로 동의할 수 있도록 했다. 앱으로는 위-컨센트(We-Consent), 사-시(Sa-Sie), 리갈플링(LegalFling), 굿투고(Good2Go) 등이 있다. 리갈플링은 블록체인을 사용하며, 콘돔 사용 의무화나 특정 행위에 동의하는 것과 같은 각자의 약관을 명시한다. 그러나 이러한 "동의 앱"에 대한 우려가 제기되었다. 굿투고 앱은 회사가 동의 및 능력, 즉 취한 상태에서의 동의에 대한 증거로 사용할 수 있다고 주장하는 성적 동의 기록을 제공한다. 그러나 이 앱은 남성과 여성 모두 침실에서 스마트폰을 클릭하여 동의를 기록하는 것을 좋아하지 않았기 때문에 판매가 중단되었다. 한 변호사는 법적으로 앱은 불필요하며 상황적 증거로만 사용될 수 있다고 말한다. 왜냐하면 앱은 일반적으로 성적 상호작용의 어느 시점에서든 동의를 철회할 수 있는 사람의 권리를 고려하지 않기 때문이다.
레이나 가투소는 "동의 앱이 끔찍한 생각인 일곱 가지 이유"라는 기사에서 동의 앱을 비판한다. 그녀는 다음과 같은 이유를 든다: 앱에서 '예'를 클릭한 후 몇 분 이내에도 동의를 철회할 수 있다는 점; 앱의 이진적인 '예' 또는 '아니오' 접근 방식이 동의의 복잡성을 단순화한다는 점; 앱이 성행위의 각 변화에 대한 동의를 법적으로 부여할 수 없다는 점; 동의를 법적 증거와 증명 설정에 너무 치중하게 만든다는 점; 그리고 지속적인 의사소통 과정이어야 할 것을 빠른 행동으로 바꾼다는 점이다. 크리켓 엡스타인은 동의 앱을 사용하는 것이 "피해자 비난" 사고방식을 가지고 있으며, 앱을 클릭하도록 요청받은 사람이 허위 고발자가 될 수 있다고 제안한다. 또한 그녀는 앱이 가해자를 보호할 수 있다고 말한다. 왜냐하면 앱에서 동의가 클릭되면 고소인이 자신 또는 그가 동의 없이 성행위를 당했다고 말하기가 더 어려워지기 때문이다.

### 동의 문화
활동가들과 교육자들은 동의 교육 프로그램을 설립하여 문제와 정보를 알리고, 동의 교육자(또는 자원봉사자)를 고용하고, 엔터테인먼트 장소에서 동의 지킴이 또는 동의 수호자를 활용하며, 원치 않는 성적 관심을 경험하는 바 손님을 위한 안전 암호와 같은 이니셔티브를 도입하여 "동의 문화"를 홍보한다. 일부 캠퍼스 활동가들은 "동의의 날"을 개최하여 성적 동의에 대한 패널 토론과 토론을 진행하고, 인식을 높이기 위해 동의를 지지하는 메시지가 담긴 티셔츠와 콘돔 패키지를 배포한다. 휘트먼 칼리지에서는 학생들이 All Students for Consent를 설립하여 친밀한 만남에서 동의를 구하는 것에 대한 학생들의 질문에 답변한다.

#### 동의 교육자
미국의 비영리 단체인 스피크 어바웃 잇(SAI)은 동의 교육자들을 고용하여 고등학생 및 대학생들을 대상으로 "성, 성적 지향, 관계, 동의, 그리고 성폭력"에 대한 워크숍을 이끈다. SAI 동의 교육자에는 젠더 연구 및 여성학 학생, 사회 정의에 관심 있는 대학 졸업자, 성 건강 교육자, 가정폭력 예방 옹호자, 그리고 연극 전문가가 포함되었다. SAI는 동의 교육자 직책에 다양한 "성 정체성, 인종적 배경, 성적 지향 및 성 경험"을 포괄적으로 채용한다. 예일 대학은 커뮤니케이션 및 동의 교육자를 고용하는데, 이들은 학생으로서 성과 동의에 대한 워크숍과 교육을 이끌고 대화를 시작한다.

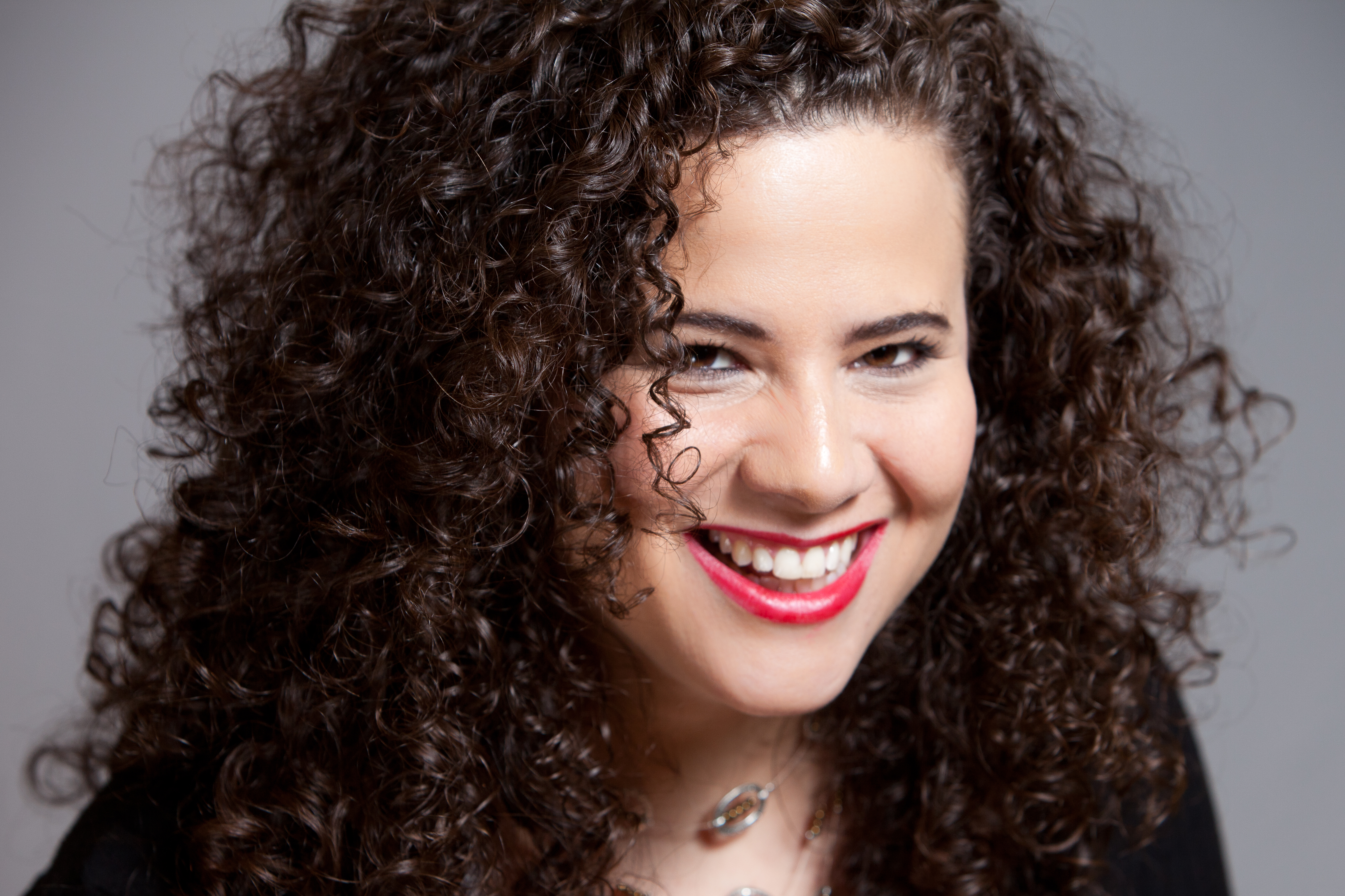
재클린 프리드먼은 『Yes Means Yes: Visions of Female Sexual Power and a World Without Rape』의 편집자로 알려진 성적 동의 교육자이다.

2018년 1월, 성적 동의 교육자 재클린 프리드먼은 코미디언 아지즈 안사리와 성적 동의에 관한 뉴스 논평에 대한 기사를 썼다. 프리드먼은 성적 의사소통, 신체 언어 인식, 그리고 (파트너가 활동을 즐기고 있는지 명확하지 않을 경우) 확인의 필요성에 대해 교육을 사용하여 "이 나라의 젊은이들에게 성, 동의, 그리고 쾌락에 대해 더 잘 교육할" 필요성을 촉구했다. 시애틀의 동의 아카데미(Consent Academy)는 성 치료사, 상담사, 교육자들의 모임으로, "동의 문화"를 가르치고, 일대일 상담을 제공하며, 동의 정책을 검토하고, 고용할 수 있는 "동의 옹호자"를 제공한다.

#### 장소의 동의 직원
빅토리아 이벤트 센터는 성 건강 교육자/친밀 코치인 타닐 게이브를 캐나다 최초의 "동의 주장"(consent captain)으로 고용하여 사교 활동에서 성희롱 및 성폭행을 막도록 했다. 동의 주장은 사람들이 시선을 받거나, 괴롭힘을 당하거나, 동의 없이 만져지는 것을 보면 개입한다. 그녀는 불편함을 느끼는 사람과 이야기하고, 첫 번째 사람이 동의하면 원치 않는 행동을 하는 개인에게 이야기한다.
일반적인 바운서처럼, 동의 주장자는 원치 않는 행동을 하는 사람에게 그러한 행동이 장소에서 용납되지 않는다고 경고한다. 원치 않는 행동이 계속되면, 그녀는 "결국 그들에게 떠나달라고 요청할" 수 있다. 동의 주장자는 또한 술 취한 사람들을 확인하여 사람들이 그들의 판단이 흐려진 상태를 이용하는 것을 방지한다. 이 경우 동의 주장자는 성 건강 교육자이기 때문에 일반 바운서가 알아차리지 못할 수 있는 동의 및 괴롭힘에 대한 위험 상황을 더 잘 알아차릴 수 있다. 게이브는 #Me Too 운동 이후 사람들이 "동의에 따른 행동과 동의 관계가 무엇인지에 대한 전체적인 회색 지대가 있다"는 것을 인식하게 되었다고 말한다. 게이브는 자신의 역할이 손님을 단속하는 것이 아니라 "동의 문화"를 만드는 것에 대한 대화를 시작하는 것이라고 말한다.
시애틀에 있는 동의 아카데미는 행사 및 파티를 위해 "동의 옹호자"를 고용하여 사고를 예방하고 원치 않는 접촉을 경험하는 사람들을 돕는다.
하우스 오브 예스(House of Yes) 나이트클럽은 "동의 유니콘"(consenticorn)을 고용했는데, 이 직원은 장소의 "댄스 플로어 모니터"(또는 "동의 수호자") 역할을 한다. 동의 유니콘은 성 테마 파티 중에 밝게 빛나는 유니콘 뿔을 쓰고 (손님들이 동의 직원을 찾을 수 있도록 돕기 위해) 장소를 돌아다니며 콘돔을 배포하고 손님들이 콘돔 사용 규칙과 모든 신체 접촉에 대한 필수적인 "명시적인, 구두 동의"를 준수하는지 확인한다. 동의 유니콘들은 성 건강 교육자인 엠마 케이윈에게 훈련을 받았다. 목표는 클럽 방문객들을 "단속하는 것이 아니라 [오히려] 교육하는 것"이다. 가디언의 아르와 마다위는 하우스 오브 예스의 이니셔티브를 칭찬하며 "...동의에 대해 엄격할수록 모두가 더 즐거울 수 있다"고 말했다.
슬로베니아 철학자 슬라보예 지젝은 동의 유니콘 접근 방식이 "인간의 성"을 이해하지 못한다고 말한다. 이러한 장소들은 "친밀감과 쾌락의 미묘한 차이를 인정하지 못하는 공간을 만들고" "외부 고용된 통제자"에게 위임된 "엄격한 통제"를 강요하기 때문이다. 또한 지젝은 동의 수호자들이 "합의된 가학피학성욕"과 "착취적인" 행동을 어떻게 구별할 수 있을지 묻는다.

#### 안전 암호
데이트 상대의 행동이 불편하다고 느끼는 바 손님, 예를 들어 동의 없이 만져지는 사람을 위해 일부 장소에서는 손님이 직원에게 알릴 수 있는 안전 코드 시스템을 갖추고 있다. 일부 바에서는 화장실과 컵 받침에 포스터를 게시하여 손님들에게 데이트 상대(또는 다른 바 손님)와 함께 있을 때 불안하다고 느끼면 암호(예: 가상의 혼합 음료 이름)를 사용하여 바텐더에게 신호를 보내면 바 직원이 손님을 장소 밖으로 에스코트하여 안전하게 택시를 타도록 할 것이라고 알린다.

### 성적인 장면 조정자
텔레비전 및 영화 산업에서는 2018년에 일부 제작사들이 로맨틱 장면과 모의 성관계를 촬영하기 전에 배우들의 동의를 얻기 위해 "성적인 장면 조정자"를 고용하기 시작했다. "강력한 쇼러너나 감독이 여배우나 남자 배우에게...카메라 앞에서 나체로 성관계를 시뮬레이션하도록 요청할 때 발생할 수 있는 취약성...과 엄청난 권력 불균형"에 대한 우려를 해소하기 위해 HBO는 이러한 장면에 성적인 장면 조정자를 고용한다. 성적인 장면 조정자는 연기 코치 (장면이 사실적으로 보이도록 함)와 배우들을 위한 옹호자 (화면에 나오는 연기자들의 경계가 존중되고 신체적, 정서적 편안함이 보호되도록 함)의 혼합이다.

## 기타 견해
법학자 로빈 웨스트는 2000년 기사에서 동의를 삶의 결정에 대한 윤리적 전제로 사용하는 것이 여성의 경우를 제외하고는 세상의 행복을 증가시킬 수 있다고 주장했다. 그녀는 여성들이 원치 않는 임신, 자신을 때리는 배우자와의 결혼, 상사가 성희롱하는 직업 등 여성에게 불행을 초래하는 많은 삶의 경험에 기술적으로 동의한다고 말한다. 이는 그들이 각각 성관계, 결혼 또는 직업을 택하는 것에 동의했기 때문이다(비록 그들이 직장 내 성희롱과 같은 불쾌한 결과를 원하지 않았더라도). 웨스트는 우리가 동의를 삶의 핵심 윤리적 기준으로 삼는다면, 여성에게 발생하는 이러한 모든 부정적인 경험은 비판받을 수 없을 것이라고 말한다. 왜냐하면 사람들은 여성이 자유 의지로 그러한 상황에 들어섰다고 말할 것이기 때문이다.
도나 오리오오는 "...우리가 동의에 대해 이야기할 때, 우리는 흑인 여성이나 유색인종 여성에 대해 이야기하는 경우가 거의 없으며", 초점은 주로 백인 여성에게 맞춰져 있다고 말한다. 흑인 여성 고발자들은 흑인 여성을 "...지나치게 성적으로 흥분하고 섹스만 원하는" 것으로 묘사하는 고정관념 때문에 계속해서 의심과 비난에 직면한다. 일부 젊은 페미니스트들은 만남에서 파트너 사이에 권력 불균형이 있을 때 동의는 진정으로 불가능하다고 주장한다. 로라 킵니스는 이에 반대하며, "지위, 돈, 외모, 나이, 재능 등 권력의 역동성이 바로 성적인 맥락에서 사람들 사이의 욕망을 만들어낸다"고 주장한다. 킵니스는 욕망이 우리가 초점을 맞춰야 할 요소 중 하나라고 생각한다.
케이트 록우드 해리스는 "아니오라고 하면 안 된다"와 "예라고 하면 된다"와 같은 동의 이니셔티브가 그녀가 잘못된 신화로 보는 의사소통에 대한 견해를 사용한다고 주장한다. 예를 들어, 성관계 중 의사소통이 이진적이고 명확한 "아니오" 또는 "예"여야 한다는 주장이다. 해리스는 이러한 유형의 반응을 요구함으로써 반성폭력 옹호자들이 두 사람 사이의 의사소통 능력의 복잡성을 낮추고 동의를 정치적 행위로 만들 기회를 줄인다고 말한다.
예일 법학대학원의 제드 루벤펠드는 성적 접촉의 합법성을 판단하는 주된 기준이 동의가 되어서는 안 된다고 논평에서 썼다. 첫째, 다른 법률 분야(예: 주택 담보 대출이나 보험 자격, 불실고지 참조)와는 달리, 성적 동의를 얻기 전에 일반적으로 진실해야 할 요구 사항은 없다. 비록 기만 강간이 처벌될 수 있지만, 이는 일반적으로 관계 문제에서의 정직성을 의미하지는 않는다. 마찬가지로, 법률은 허위 전제에 기초하여 성적 동의가 주어졌을 경우 어떠한 구제책도 제공하지 않는다. 그의 두 번째 요점은 강간 법률이 성적 자율성을 보호하려 하지만, 누군가의 자율성을 무효화할 수 있는 유일한 것은 강압이거나 누군가의 무능력을 이용하는 것이라는 점이다. 엄격한 정의에 따르면, 비동의 상황은 단순히 불일치를 의미하며, 따라서 단순히 자리를 떠나는 것으로 해결될 수 있다. 그러므로 루벤펠드의 견해로는 사람의 무방비 상태, 또는 힘의 사용(또는 위협)만이 강간을 논리적인 방식으로 정의할 수 있는 유일한 기준이다.

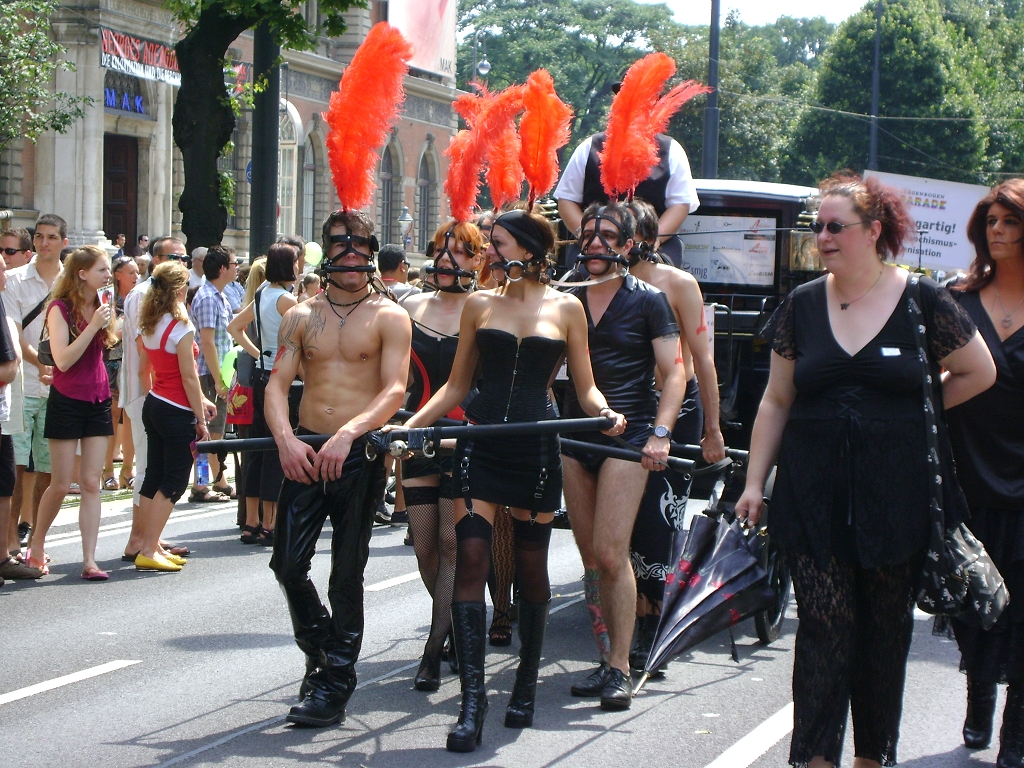
확언적 동의 접근 방식은 BDSM에서 항상 실행되는 것은 아니다. 왜냐하면 일부 BDSM 만남에서 참가자들은 "합의된 비동의"에 동의하기 때문이다.

"스텔싱(stealthing)"이라고도 불리는 콘돔 비동의적 제거는 남성이 성 파트너가 안전한 콘돔 보호 성관계에만 동의했을 때 콘돔을 몰래 제거하는 행위를 말한다. 알렉산드라 브로드스키는 컬럼비아 젠더 및 법률 저널에 '스텔싱'을 법적으로 성폭행의 일종으로 간주해야 한다고 주장하는 기사를 썼지만, 그렇게 하는 데 어려움도 검토했다. 모든 법률 분야에서 합의 위반은 보통 범죄로 간주되지 않으며, 진정한 의도를 허위 진술하는 것이 성행위를 불법으로 만들지는 않는다. 따라서 스텔싱을 처벌할 수 있도록 하는 가장 성공적인 주장은 무방비 성교의 본질적인 임신 및 성병 위험일 것이다. "스텔싱"을 경험한 여성들은 응급 피임을 위해 비용을 지불해야 했고 임신이나 성병에 대한 우려를 겪었으며, 일부 여성들은 이를 강간의 일종으로 느꼈다. 스텔싱은 "생식 강압"이라고 불리는 가정폭력의 일종이며, 콘돔을 벗기거나 콘돔에 구멍을 뚫는 행위를 포함한다.
여성이 남성의 동의 없이 임신을 시도하는 역전된 시나리오는 "역 스텔싱" 또는 정자 절도로 알려져 있다. 여기에는 피임약 사용에 대해 거짓말을 하거나 피임약을 방해하는 것(예: 콘돔에 구멍을 뚫는 것) 또는 콘돔에서 정자를 채취하여 자가 수정하는 것이 포함될 수 있다. 이는 흥미로운 질문을 제기한다. 일반적인 스텔싱의 경우 피해자는 여전히 낙태를 시도할 수 있지만, 여기서는 남성 파트너가 두 번 피해를 입게 된다. 왜냐하면 그는 그녀에게 임신을 중단하도록 강요할 수 없거나 양육비 지급을 거부할 수 없기 때문이다.
미아 메르카도는 전 파트너가 허락 없이 온라인에 게시하거나 다른 방식으로 유포한 "리벤지 포르노"와 해킹되거나 도난당한 스타들의 전화에서 유출된 "유명인 성관계 사진"을 "비합의적 포르노그래피"라고 말한다. 그녀는 이 두 가지 활동이 "성폭행의 한 형태이며 그렇게 취급되어야 한다"고 말하며, 리벤지 포르노는 34개 미국 주에서 범죄이며 다른 주에서는 법률 제정이 진행 중이라고 언급한다 (2017년 기준).
확언적 동의 개념은 BDSM 만남, 특히 참가자들이 "합의된 비동의", 즉 메타 동의 및 포괄적 동의에 동의하는 상황에서 더욱 어려워진다. 이는 동의가 사전에 포괄적으로 주어지며, 대부분의 상황에서 철회할 수 없는 것으로 의도된 상호 합의이다. 이는 종종 계획된 정확한 행동에 대한 사전 지식 없이 발생한다. BDSM 만남의 두 참가자가 폭력에 동의하더라도, 캐나다에서는 법률이 사람들이 동의할 수 있는 폭력적인 성행위에 제한을 둔다. 특히, 캐나다인들은 심각한 부상에 동의할 수 없다.
에즈라 클라인은 캘리포니아주의 대학에 대한 "예라고 하면 된다" 법률을 지지한다. 너무 많은 성폭행이 발생하고 있기 때문이며, 따라서 그는 캘리포니아주의 새로 제정된 법률과 같은 광범위한 새로운 법적 조치를 지지한다. 그는 이 법률이 사람들의 개인적인 성생활을 침해한다는 것을 인정하지만, 효과를 거두기 위해서는 새로운 법률이 "과잉"되어야 하며, 이를 통해 대학 남학생들 사이에 성적 만남이 합의된 것인지에 대한 "차가운 두려움"을 조성해야 한다고 말한다. 클라인은 동의 여부가 불분명한 사례들이 법률의 효과에 필수적인 부분이라고 말한다. 왜냐하면 이러한 사례들이 학생들이 징계 절차와 유죄 판결을 받은 사람들에게 미치는 결과에 대해 인식하게 되면서 성폭행을 줄이는 데 도움이 될 것이기 때문이다. 프레디 드보어는 "예라고 하면 된다"가 널리 퍼지면, 지금까지 인종적 또는 계급적 편견을 사용하여 사건을 평가하고 재판하는 데 증거를 사용해온 법 집행 및 사법 기관에 더 낮은 증거 표준이 적용될 것이라고 말한다(예: 흑인 운전 중 운전_driving while black_). 이는 "예라고 하면 된다" 혐의와 처벌이 유색인종 학생이나 노동 계층 출신 학생들에게 불균형적으로 부과될 수 있다고 말한다.

### 성소수자
마이클 세갈로프는 젊은 게이 남성들이 동의와 성적 경계에 대해 많이 배우지 못한다고 말한다. 왜냐하면 대부분의 "그들의 경험을 설명하거나 이해할 언어를 배우지 못했으며" 그들의 커뮤니티나 가족에 조언을 구할 수 있는 성소수자 롤 모델이 거의 없기 때문이다. 세갈로프는 데이팅 앱이 동의 문제점을 야기할 수 있다고 말한다. 일부 남성들은 약속 장소에 도착했을 때 "권리" 의식을 느끼고, 온라인에서 만남의 성적 상호작용이 "미리 정해졌다"는 느낌을 받기 때문이다.

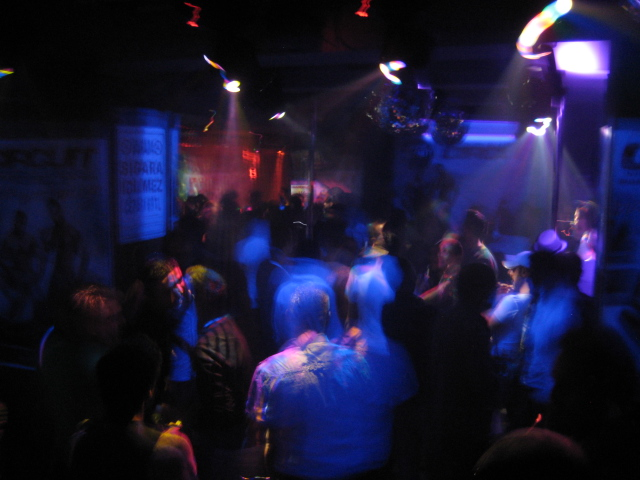
필립 헨리는 일부 게이 바에서는 동의 없는 엉덩이나 성기 만지기가 용인된다고 말한다.

크리스토퍼 로빈슨은 일부 퀴어 "공간이 성폭력을 정상화하고 심지어 조장한다"고 말한다. 여기에는 "성추행, 술 취한 애정 표현, 노골적인 성폭행"이 포함되며, 이러한 장소에서의 "직접적인 성적 표현"이 일부 남성들에게 자신이 저지르는 성희롱을 상대방에게 "칭찬"으로 여기게 한다고 말한다. 로빈슨은 가해자들이 "범죄를 매력으로 재정의"하며, 원치 않는 접촉의 피해자들은 "무시하고 참아내야 한다"는 기대를 받는다고 말한다. 로빈슨은 이러한 분위기가 게이 바가 퀴어 사람들을 위해 제공해야 할 안전한 공간을 훼손할 수 있다고 말한다.
존 부토스는 퀴어 사람들에게 동의를 전달하는 데 여러 가지 어려움이 있다고 말한다. 여기에는 "성관계가 가능한 장소, 퀴어 클럽", 온라인 데이트, "손수건 코드"(색상 코드 시스템으로 선호하는 성적 페티시, 원하는 성관계 유형, 탑/지배적인지 또는 바텀/복종적인지 나타냄)의 "비언어적이고 다소 모호한 의사소통", 그리고 크루징이 포함된다. 2019년 동의 축제(Consent Festival)의 주최자인 브로디 터너는 "LGBTIQA+ 침묵"과 성교육에서의 배제, 그리고 "건강한 [LGBTIQA+] 관계"에 대한 미디어 묘사의 부족이라는 긴 역사는 LGBTIQA+ 사람들이 동의에 대해 모르거나 그것이 자신의 권리라는 인식을 가지지 못함을 의미한다고 말한다.
필립 헨리는 남성 게이 커뮤니티가 게이 장소에서 동의 없는 엉덩이와 성기 만지기를 용인하고 심지어 조장한다고 말한다. 이는 게이 클럽 환경에서 동의의 경계가 흐려져 있기 때문이며, 특히 술을 마시고 반나체 상태의 손님들이 춤을 출 때 더욱 그렇다. 그는 게이 남성이 원치 않는 만지기를 경험하고 우려를 표명하면, 종종 "진정하라"거나 게이 장소에서는 만지기가 "당연한 것"이라는 말을 듣는다고 말한다. 케미섹스 현장에서 커플이나 그룹이 광범위한 성관계 전에 GHB 또는 크리스탈 메스를 소비하는 게이 남성들은 동의가 명확하게 정의되지 않으며, "파티와 플레이" 모임의 모든 사람이 동의했다고 가정할 수 있다는 인식이 있다고 말한다.
 알렉산더 체베스는 한 기사에서 게이 바의 어두운 뒷방에 들어갈 때 "어느 정도의 동의를 포기하는 것"이라고 주장한다. 왜냐하면 "[게이 남성들은] 거기에 뒤를 더듬으러 가기 때문이다." 체베스는 뒷방에 가는 사람들은 원치 않는 손을 부드럽게 몸에서 밀어내는 것이 그들의 책임이라고 말한다. "게이 공간에서 동의를 논의하는 것은 성적 공포가 아닌 미묘한 차이가 필요하다"에서 레니 맥더그웰은 게이 바나 사우나와 같은 게이 공간에 현대적인 동의 접근 방식을 추가하는 것이 게이 남성의 성적 상호작용에 부정적인 영향을 미칠 것이라고 말한다. 왜냐하면 낯선 사람의 동의 없는 그러나 위협적이지 않은 엉덩이, 가슴 또는 성기 접촉은 게이 남성에게 "성적 발견의 긍정적인 부분"이 될 수 있기 때문이다.
조 잭슨은 퀴어 여성 커뮤니티에서 동의 없이 몸(허벅지 근처)을 만지고 가슴을 만지는 경험을 했다고 말하지만, 그녀는 당시 이러한 행동이 "부드러운 유혹의 연극"의 일부라고 느껴서 아무 말도 하지 않았다고 한다. 그녀는 퀴어 여성 커뮤니티에 "엉덩이 만지기, 남자 같은 발언, 공격적이고 끈질긴 추파"가 있으며, 공격적이거나 "성적인 에너지를 사용하여 권력을 휘두르는 것이...매력적"이라는 인식이 있다고 말한다. 그녀는 일부 여성들이 동의 개념을 흐리는 "만질 권리"를 느낀다고 말한다. 또 다른 문제는 퀴어 여성들이 이성애 데이트에 대한 미디어 표현에만 노출되어 자라는 경우가 많기 때문에, 젊은 퀴어 여성들은 여성 간 데이트에 대한 어휘가 부족하고 동의에 대한 사회적 신호를 이해하지 못할 수 있다는 점이다.
"왜 '예'가 '아니오'를 의미할 수 있는가"에서 조던 보실예박은 "예"가 "...가난한, 장애인, 퀴어, 비백인, 트랜스, 또는 여성스러운" 사람들에게는 반드시 동의를 의미하지는 않는다고 말한다. 그녀는 동의 접근 방식이 부유하고, 이성애자, 시스젠더, 백인, 비장애인들을 위해 만들어진 특권의 한 형태라고 말한다. 맥길 대학교의 퀴어 학생들에 대한 기사에서는 퀴어 성적 만남에서는 이성애 성관계처럼 정해진 활동 대본이 없으며, 퀴어 성관계는 더 탐구적이라고 언급한다. 따라서 퀴어 파트너들 사이에서는 모든 단계와 행동에 대한 동의 논의가 더 많다. 그러나 레베카 칸은 한 사람이 시스젠더이고 다른 한 사람이 트랜스젠더인 퀴어 만남에서는 시스젠더가 관계에서 더 많은 권력을 가질 수 있으며, 이는 트랜스젠더에게 "...두려움 또는 더 미묘하게는...만남에서 더 특권적인 파트너를 기쁘게 하고 싶은 욕구"를 줄 수 있다고 말한다. 칸은 이러한 권력 불균형을 해소하기 위해 특권적인 파트너가 동의가 가정되지 않는다는 것을 알려줌으로써 소수자 파트너가 편안함을 느끼도록 해야 한다고 말한다. 무성애자들은 관계에 있을 때 성관계를 동의하라는 압력을 느낄 수 있다.

## 같이 보기
- 성교 동의 연령
- 묵시적 동의
- 콘돔 비동의적 제거
- 기만 강간
- 생식 강압
- 정자 절도
- 의제강간

## 더 읽어보기
- Archard, David. Sexual consent. Westview Press, 1998.
- Cowling, Mark. Making Sense of Sexual Consent. Routledge, 2017.
- Ehrlich, Susan. Representing Rape: Language and Sexual Consent. Routledge, 2003.
- 프리모라츠, 이고르. "Sexual Morality: Is Consent Enough?". Ethical Theory and Moral Practice. September 2001, Volume 4, Issue 3, pp 201–218.
- Refinetti, Roberto. Sexual Harassment and Sexual Consent. Routledge, 2018.
- 밀레나 포포바의 성적 동의